# Часовня Илии Пророка (Грибово)
Часовня Илии Пророка — православная часовня в селе Грибово Пушкинского района Московской области. Памятник архитектуры регионального значения.
Небольшая часовня была построена в 1860-х годах, в 1888 году была перестроена. В 1893 году часовню приписали к Ильинскому храму в селе Левкове. В советское время была заброшена, здание начало разрушаться.
После распада СССР часовня снова была возвращена верующим. В 2000-х годах здание было восстановлено.
Ильинская часовня представляет собой двухъярусное здание, разделенное профилированным карнизом. Нижний ярус — четверик со срезанными углами. Второй ярус, меньший по площади, повторяет план первого. Декоративное убранство решено в формах эклектики, сочетая классицистические и псевдорусские детали.
Относится к приходу Сергиевского храма села Комягино.